# Gardagolf Country Club
Il GardaGolf Country Club è un campo da golf situato sulla sponda Bresciana del Lago di Garda. È costituito da 27 buche, situate sulle colline moreniche dei paesi di Soiano del Lago, Polpenazze del Garda e Manerba del Garda. Nel 2020 è stato valutato come  2° miglior campo da golf in Lombardia e 4° in Italia.
Il circolo ha ospitato nel 1997,2003 e 2018 l'Italian Open, il principale torneo golfistico italiano maschile.

## Storia
L'idea di realizzare un campo da golf sulla sponda bresciana del Lago di Garda risale ai primi anni '80 e agli imprenditori Riccardo Pisa e Giorgio Simonini che, acquistarono dagli eredi di Angelo Omodeo degli importanti appezzamenti fino a quel momento destinati all'agricoltura, in particolare a vigneti ed oliveti.
La costruzione iniziò nel 1984, nel 1986 vennero inaugurate le prime 18 buche, divise in due percorsi, denominati bianco e rosso. Nel 1990 vennero aggiunte ulteriori 9 buche, denominate percorso giallo e realizzate sul territorio comunale di Polpenazze del Garda nell'intorno del Palazzo Tenuta Le Posteghe - ex "Villa Omodeo", che fu sede del Ministero della difesa nazionale durante la Repubblica Sociale Italiana.

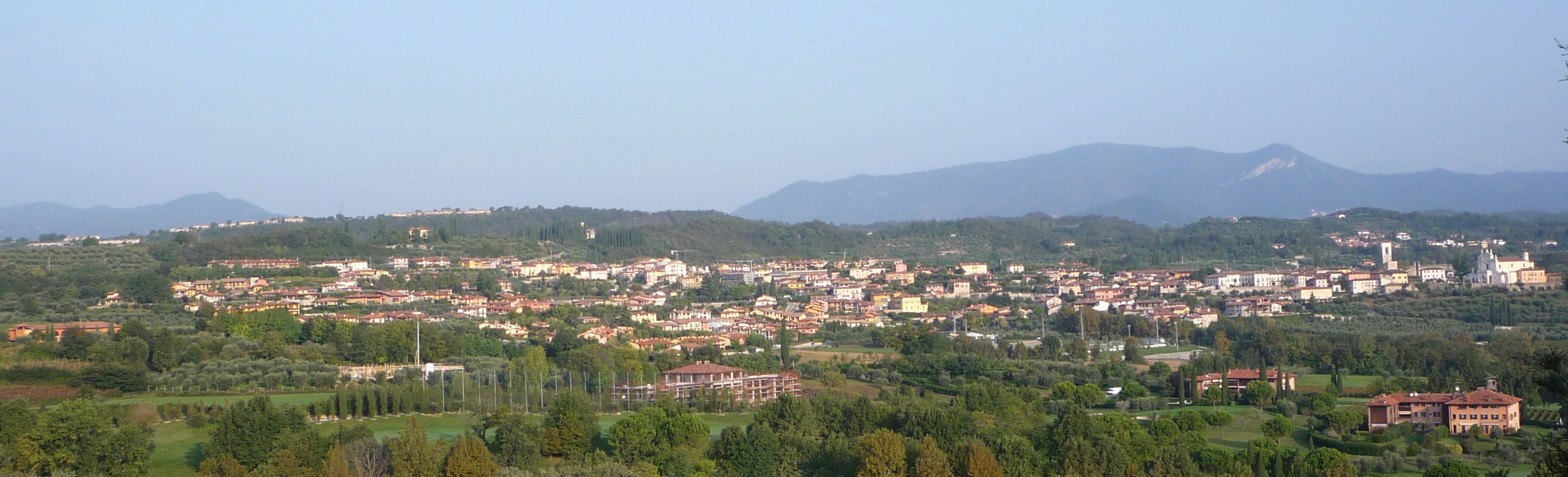
In primo piano la buca 4 del percorso rosso, sullo sfondo Polpenazze del Garda

## Professionisti

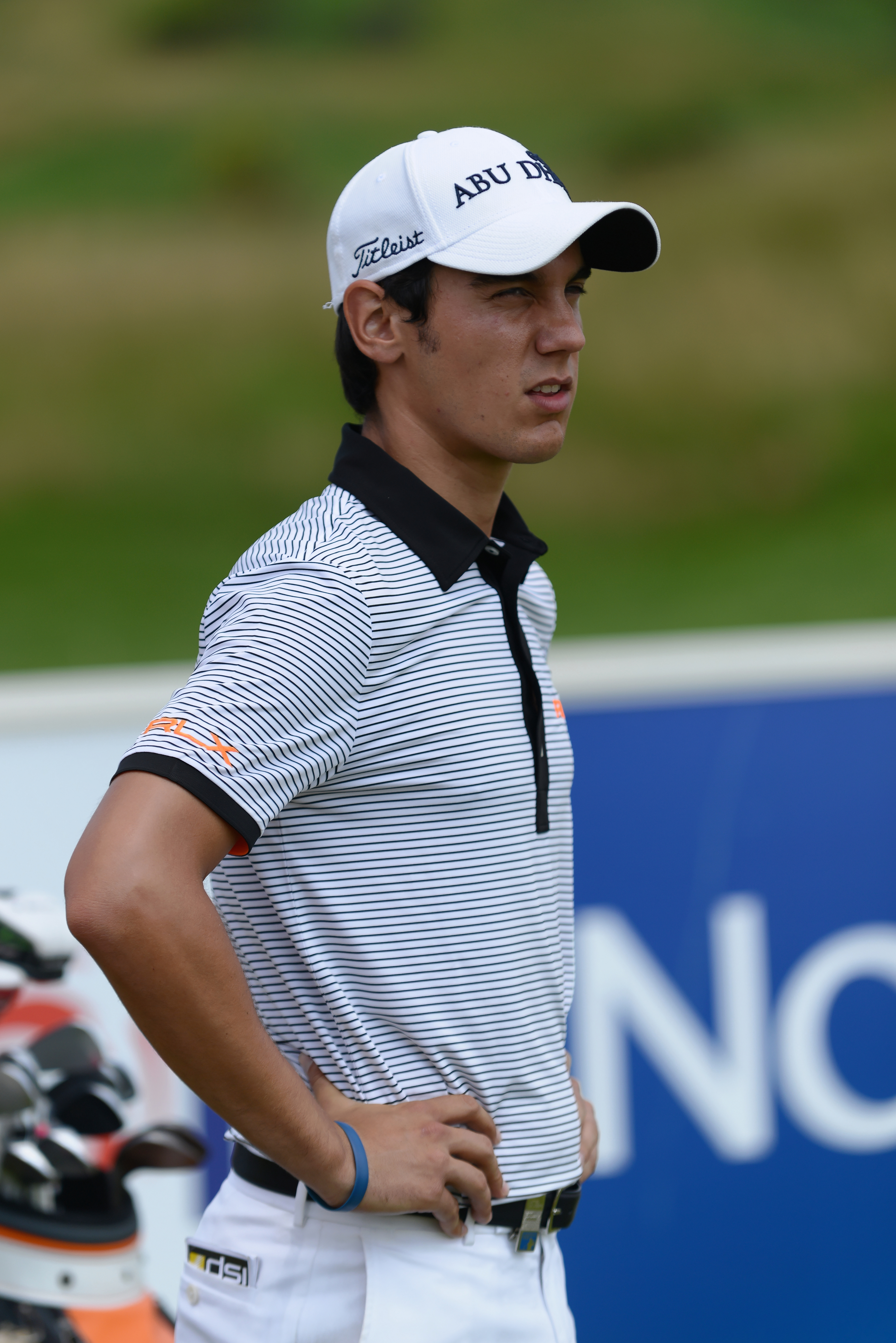
Matteo Manassero nel 2013

Presso il circolo sotto la guida del maestro Franco Maestroni si sono formati diversi atleti che si sono poi distinti a livello internazionale. Matteo Manassero ha iniziato ad allenarsi qui dal 1998, all'età di 5 anni.

## Open d'Italia
Ha ospitato alcune edizioni degli Italian Open.
Nell'edizione del 2018, l'italiano Francesco Molinari si classifica secondo, a causa di un bogey della buca 17, ad una sola lunghezza dal vincitore, il danese Thorbjørn Olesen.
| Anno                           | Vincitore        | Punteggio     |
| Open d'Italia                  | Open d'Italia    | Open d'Italia |
| ------------------------------ | ---------------- | ------------- |
| 2018                           | Thorbjørn Olesen | 262 (-22)     |
| Italian Open Telecom Italia    |                  |               |
| 2003                           | Mathias Grönberg | 271 (−17)     |
| Conte of Florence Italian Open |                  |               |
| 1997                           | Bernhard Langer  | 273 (−15)     |